# Schwerer Panzerspähwagen
 (novembre 2013).
Si vous disposez d'ouvrages ou d'articles de référence ou si vous connaissez des sites web de qualité traitant du thème abordé ici, merci de compléter l'article en donnant les références utiles à sa vérifiabilité et en les liant à la section « Notes et références ».
Pour les articles homonymes, voir Puma (homonymie).
Le terme de Schwerer Panzerspähwagen (véhicule de reconnaissance blindé lourd) désigne l’ensemble des véhicules blindés à six ou huit roues utilisés par la Wehrmacht au cours de la Seconde Guerre mondiale. Les véhicules blindés à quatre roues étaient désignés "Leichter Panzerspähwagen". 
Ils étaient utilisés pour la  reconnaissance blindée, en avant des Panzerdivision, afin de repérer et estimer les forces ennemies.

## Histoire
Les premiers Schwerer Panzerspähwagen, nommés Sd.Kfz. 231 (6-rad) et Sd.Kfz. 232 (6-rad) pour le porteur de poste émetteur-récepteur, possédaient six roues (6-rad), dont quatre regroupées à l'arrière et motrices. Il s'agissait de châssis de camions civils (Daimler-Benz G 3 a / P de 1930 à 1934, Magirus M P 206 de 1934 à 1936, Büssing-NAG G 31 P de 1933 à 1935) améliorés, de 1,5 tonne de charge utile, sur lesquels était ajustée une superstructure blindée (14,5 mm en frontal, 8 mm sur l'arrière et les côtés), sur laquelle se trouvait une tourelle armée d'un canon de 20 mm et une mitrailleuse coaxiale MG 34  de 7,92 mm. Ces véhicules possédaient un inverseur de conduite qui permettait de rouler indifféremment dans un sens ou dans l'autre, avec deux postes de pilotage : un à l'avant du compartiment de combat, le second à l'arrière, ce qui permettait de pouvoir rapidement fuir une situation dangereuse. Ces versions furent produites de 1930 à 1935, puis progressivement remplacées par des engins à huit roues (8-rad), plus performants en terrain difficile. 
À partir de 1937 sont livrés les véhicules à huit roues Sd.Kfz. 231 (8-rad) et 232 (8-rad), ce dernier équipé d'une imposante antenne radio. Le châssis type est spécifiquement étudié, et comme sur le Sd.Kfz. 231 (6-rad) ces engins possédaient eux aussi deux postes de conduite. L'épaisseur du blindage et l'armement restent identiques au six roues. En décembre 1942 apparaît le Sd.Kfz. 233, qui perd sa tourelle pour une casemate blindée fixe armée d'un canon court de 75 mm.  
L’abréviation Sd.Kfz. renvoie à Sonderkraftfahrzeug (littéralement : véhicule spécial à moteur), terme générique désignant l’ensemble des véhicules de combat de la Wehrmacht : semi-chenillé, chars d’assaut, chasseurs de chars, véhicules antiaérien... 
Avec l'Anschluss en 1938, la Wehrmacht mettra la main sur vingt-sept véhicules 8 x 8 du nom de ADGZ, d'un poids de 12 tonnes, et dotés eux aussi d'inverseurs et de deux postes de conduite. Vingt-cinq exemplaires supplémentaires seront livrés début 1942. Tous seront utilisés par la Wehrmacht et la Waffen-SS, sans qu'il soit vraiment possible de savoir précisément où (quelques-uns opérèrent en Yougoslavie).  
Le baptême du feu des Sd.Kfz. 231 et 232 eut lieu lors de la campagne de Pologne en 1939. Ils seront ensuite employés sur tous les fronts, sous les climats chauds et secs d’Afrique du Nord, humides ou froids d’URSS. Cependant, du fait de leurs roues, ils seront plutôt handicapés sur les sols meubles (sable, neige, boue), raison pour laquelle 150 Sd.Kfz. 232 seront entièrement pris au piège sur les routes boueuses russes à l’automne 1941. De même, la chaleur et le sable africain causèrent de graves soucis mécaniques à ces véhicules. Néanmoins, ils seront les meilleurs engins dont Erwin Rommel put disposer pour les missions de reconnaissance dans les larges étendues de sables du désert, hormis ses avions.
À la mi-1944 apparait le dernier développement des véhicules de reconnaissance allemands pour ce conflit : le Sd.Kfz. 234, engin au dessin simplifié par rapport au Sd.Kfz. 231 (8-rad), mais aux capacités améliorées, et qui conservait le principe de l'inverseur de conduite.

## Blindage
Les Sd.Kfz. 231 et 232, de six ou huit roues, possèdent un blindage de plaques d’acier, légèrement inclinées, de 14,5 mm à l’avant, 8 mm sur les côtés et à l’arrière, 6 mm sur le dessus, 5 mm pour le dessous, ce qui les rend vulnérables à toute arme de calibre supérieur à celui d'une mitrailleuse.
Le Sd.Kfz. 234 sera pourvu d'un blindage de 30 mm sur l'avant, de 8 ou 10 mm sur l'arrière, de 8 mm sur les côtés.

## Armement
Les Sd.Kfz. 232 sont armés du canon mitrailleur 2 cm KwK 30 L/55, version dérivée du 2 cm FlaK 30 et disposant d’une cadence de tir de 280 coups par minute. L’obus possédait une vitesse initiale de 899 m/s. L’armement secondaire est constitué d’une mitrailleuse Maschinengewehr 34 de 7,92 mm.
Toutefois, son canon est rapidement inefficace contre les chars alliés. La Panzerwaffe lance un nouveau projet afin de trouver un canon antichar capable d'être embarqué sur un véhicule relativement léger. Le premier résultat fut le Sd.Kfz. 234/2 "Puma", dont le canon de 5 cm doté d'obus perforants fut apprécié par ses équipages.
Puis vint, pour clore la gamme des véhicules lourds de reconnaissance, le Sd.Kfz. 234/4 armé d'un canon long de 75 mm, mais qui fut, semble-t-il, plutôt utilisé comme chasseur de char à temps plein.

## Versions dérivées à 6 roues (6-rad)

### Sd.Kfz. 231 (6-rad)
Premier de la série, il était basé sur le châssis 6x4 du camion de 1,5 tonne de charge utile Mercedes-Benz G 3 a /P, puis sur des châssis de camions Magirus M 206 P et Büssing-NAG G 31 P. Il était armé du canon de 2 cm KwK 30 L/55 et d’une mitrailleuse MG 13. Le compartiment de combat était doté d'un poste de conduite à l'avant, et d'un second à l'arrière (deux conducteurs dans le même véhicule), ce qui permettait au blindé de se replier rapidement en cas de danger. Mis en service en 1932, il fut remplacé en 1937 par des versions à 8 roues. Un grand nombre servit dans les unités d’Aufklärung (reconnaissance) dans les premiers mois de la guerre. Puis, ils furent déclassés et attachés à des opérations de maintien de l’ordre dans les pays conquis.

### Sd.Kfz. 232 (6-rad)
Les 232 étaient équipés de 2 radios, une Ger.11 SE 100 de moyenne portée et une Spr. Ger de courte portée. Ils étaient aisément reconnaissables par l’antenne radio imposante surplombant tout le véhicule, ce qui n'empêchait pas la tourelle de pouvoir pivoter sur 360°.

### Sd.Kfz. 263 (6-rad)
Version Funkspähwagen (véhicule radio de reconnaissance), équipé d’une radio de nouvelle génération et d’un opérateur spécifique, la tourelle était soudée à la coque.

## Versions dérivées à 8 roues (8-rad)

### Sd.Kfz. 231 (8-rad)
Version identique au Sd.Kfz. 231 à 6 roues, mais sur un châssis à 8 roues. La MG-13 est remplacée par une MG34, plus performante.

### Sd.Kfz. 232 (8-rad)
Le Sd.Kfz. 232 à 8 roues fut produit de 1938 à 1943, sa fabrication stoppa avec l’arrivée du Puma. Toutefois, ces blindés ne furent pas retirés du service actif, ils furent mis à jour avec notamment la mise en place d’un nouvel équipement radio remplaçant les râteaux par des antennes plus modernes et efficaces. Ces nouveaux véhicules furent parfois dénommés Sd.Kfz. 232 (Fu) (Fu =  Funkapparat : radio). Son armement était identique aux versions antérieures.

### Sd.Kfz. 233 "Stummel"
Certains 232 remis à jour, reçurent le canon court 7,5 cm KwK 37 L/24 en casemate ouverte (sans tourelle). 109 véhicules furent assemblés dans l’usine Büssing-NAG entre décembre 1942 et octobre 1943. 10 autres véhicules furent basés sur des châssis de 231/232 déjà construits en octobre 1942. Utilisés à partir de fin 1942, ils restèrent actifs jusqu’à la fin de la guerre, regroupés par peloton de 6 unités, en support des bataillons de reconnaissance.

### Sd.Kfz. 263 (8-rad)
Basé sur les 232/3, cette version était destinée au commandement. Elle possédait un armement limité à une seule mitrailleuse, son équipement radio renforcé, le tout abrité sous une casemate blindée fixe de grandes dimensions.

### Sd.Kfz 234
Version améliorée des 232, les principales différences furent une simplification globale de la fabrication : un châssis plus simple, avec des garde-boue en une seule pièce (deux pour les versions précédentes). De plus, l'autonomie du véhicule était porté à 900 km.

#### Sd.Kfz 234/1
Version identiquement armée que les 232 mais avec une tourelle hexagonale ouverte, elle était protégée des jets de grenades par un filet métallique.

#### Sd.Kfz. 234/2 "Puma"

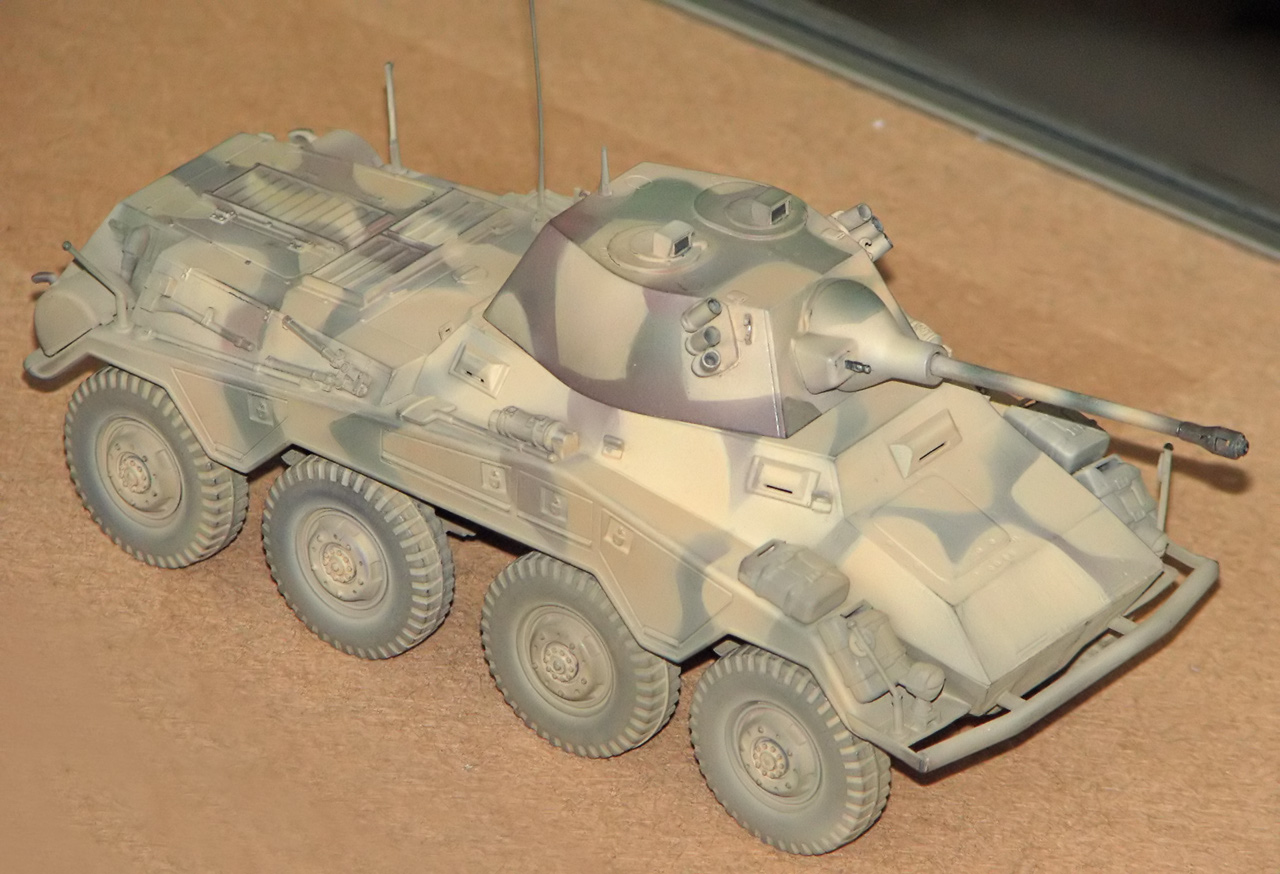
Maquette (modélisme) d'un Panzerspähwagen Puma.

Version armée d’un canon de 50 mm, pesant 12 tonnes et pouvant atteindre 85 km/h. Ce fut la version la plus homogène des Schwerer Panzerspähwagen. Ils pouvaient tenir tête à beaucoup de chars légers et combattre l’infanterie d’une façon convenable.

#### Sd.Kfz. 234/3 "Stummel"
Identique aux Sd.Kfz. 233 "Stummel" mais sur un châssis 234.

#### Sd.Kfz. 234/4
Tourelle et armement remplacés par un canon anti char 7,5-cm PaK 40, monté dans une casemate blindée fixe ouverte sur le dessus.